# W91 (核彈頭)

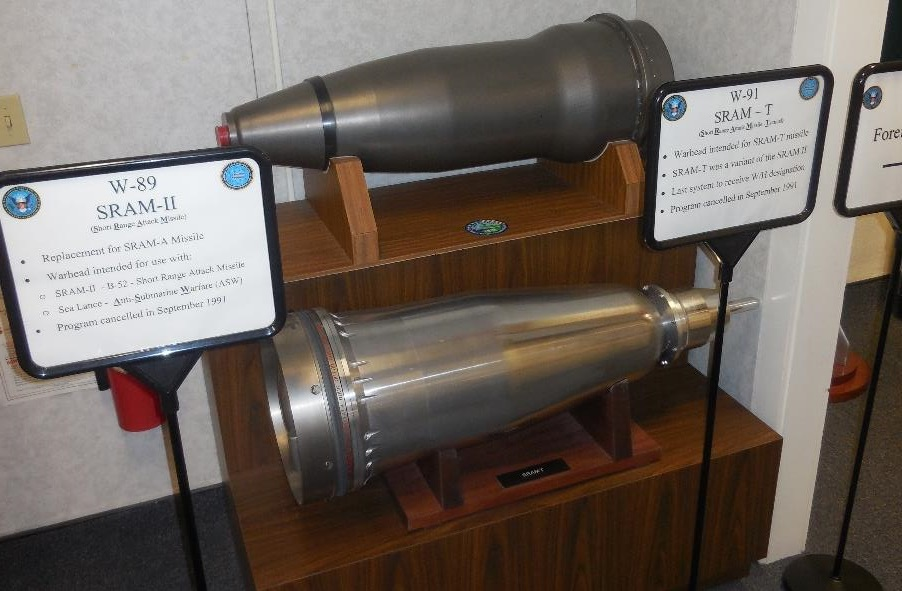
W91核彈頭(底部)

W91是美國的一款熱核彈頭，用於AGM-131 SRAM II空對地導彈的變種型號SRAM-T。
1988年11月，W91的設計進入了各個核武器實驗室之間的第二階段設計競賽。更多的開發細節尚不清楚，但洛斯阿拉莫斯國家實驗室的設計在競賽勝出。
該核彈頭設計重310磅(140 kg)，有2個可選爆炸當量，分別為1和10萬噸(42-418 TJ)。其他的物理細節並沒有在公開文件中詳細提及。該設計被命名為「新墨西哥1號」(英語︰New Mexico 1)，並使用以三氨基三硝基苯(TATB)為基礎的不敏感塑料黏合炸藥(英語：Polymer-bonded explosive)和以耐火核裂變材料為為彈芯。
W91的設計在投入生產前連同SRAM-T導彈計劃在1991年9月被取消，儘管可能已經製造了一些測試設備。
值得注意的是，W91是美國最後一款可獲得武器型號(進入第三階段開發狀態)的新核武器設計。

## 外部連結
- University of California 1989 nuclear weapons labs status report （页面存档备份，存于）
- Allbombs.html at the Nuclear Weapon Archive at nuclearweaponarchive.org